# Pianosonate nr. 1 (Bax)
Arnold Bax schreef zijn Pianosonate nr. 1 in 1910 tijdens een verblijf in Oekraïne en Rusland. Hij was een liefde achterna gereisd.
Bax had al eerder pogingen ondernomen om tot een pianosonate te komen, zijn beste poging daartoe was zijn Sonate opus 1 voor piano. Bax bleef echter steken in de eerste maten van het tweede deel. Ook de sonate uit 1910 wilde niet echt vlotten. Bax wisselde nog weleens van titel (Romantic tone-poem, Sonata en Symphonic phantasy zijn alternatieve titels) en Bax bleef er tot 1921 aan sleutelen, waarbij met name in 1920 het einddeel flink overhoop was gehaald. Harriet Cohen zei later dat hij het slotdeel tien jaar later had gecomponeerd dan de andere delen.
Myra Hess speelde de eerste versie in de Bechstein Hall/Wigmore Hall op 25 april 1911. Zij gaf ook de eerste uitvoering van de tussenversie, het is dan 9 oktober 1919 onder de titel Symphonic phantasy. Ze werd relatief snel gevolgd door Harriet Cohen met op 15 juni 1920 getiteld sonate en dan uiteindelijk op 12 april 1921 de sonate in haar definitieve vorm onder de titel First sonata. Bax gaf aan dat in het slot de kerkklokken van Sint Petersburg te horen zijn.  
Het onstuimige werk in de stijl van Franz Liszt is geschreven in de toonsoort fis-mineur en bestaat uit een deel: Not too fast and very decisive in rhythm, Non troppo lento, Allegro passionato, Tempo primo (allegro deciso), Stretto, Tempo primo (allegro deciso), Piu lento, Tempo primo (allegro deciso), Languido e lontano, Poco piu largamente, allegro moderato en het slot Braod and triumphant.
Delen van het werk staan in de ongebruikelijke 9/4-maatsoort.
Opnamen:
- Uitgave Lyrita: Iris Loveridge (1985-1963)
- Uitgave Naxos: Ashley Wass in 2003
- Uitgave Chandos: Eric Parkin in 1985
- Uitgave Oehms: Michael Endres
- uitgave British Music Society: Malcolm Binns